# Betula fruticosa
Betula fruticosa är en björkväxtart som beskrevs av Pall. Betula fruticosa ingår i släktet björkar och familjen björkväxter. Inga underarter finns listade.
Arten förekommer i nordöstra Kina, på Koreahalvön, i östra Ryssland och i Japan. Den växer i bergstrakter mellan 600 och 1100 meter över havet. Betula fruticosa ingår i skogar, i buskskogar och i träskmarker. I norra delen av utbredningsområdet kan den bilda dvärgformer. Denna björk hittas ofta nära vattendrag eller vid havet.
För beståndet är inga hot kända. Hela populationen anses vara stor. I Japan är Betula fruticosa sällsynt. IUCN listar arten som livskraftig (LC).

## Bildgalleri

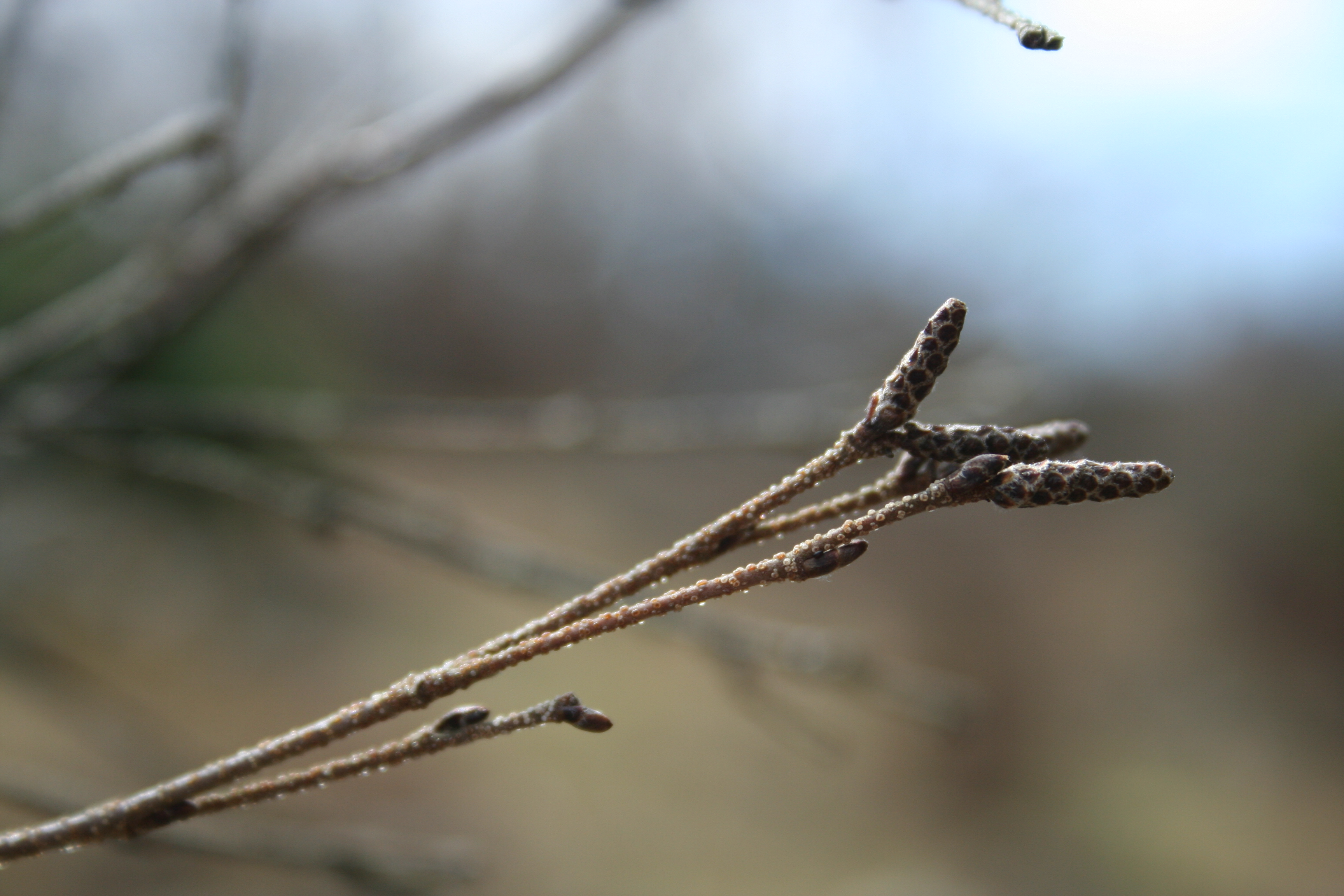
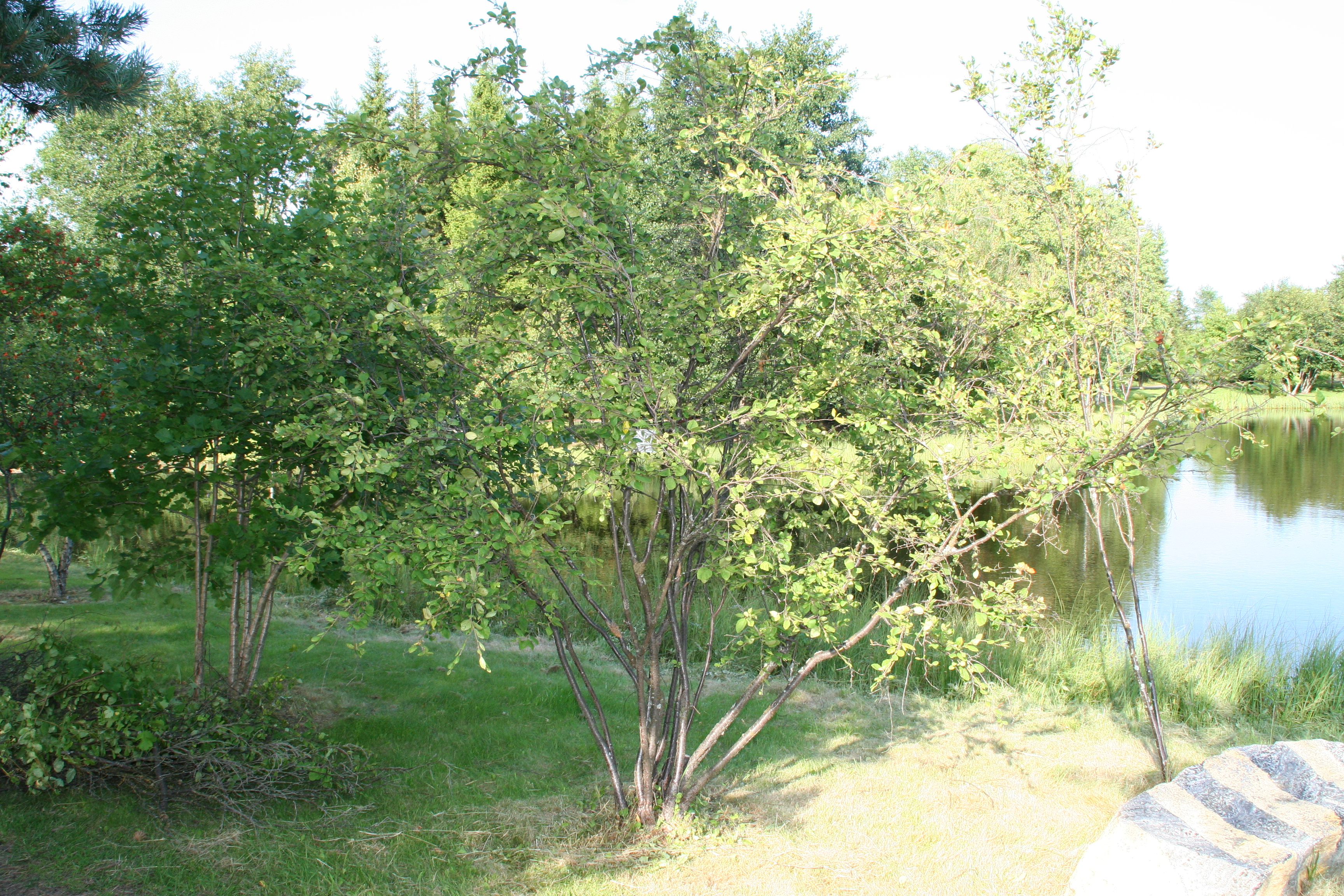
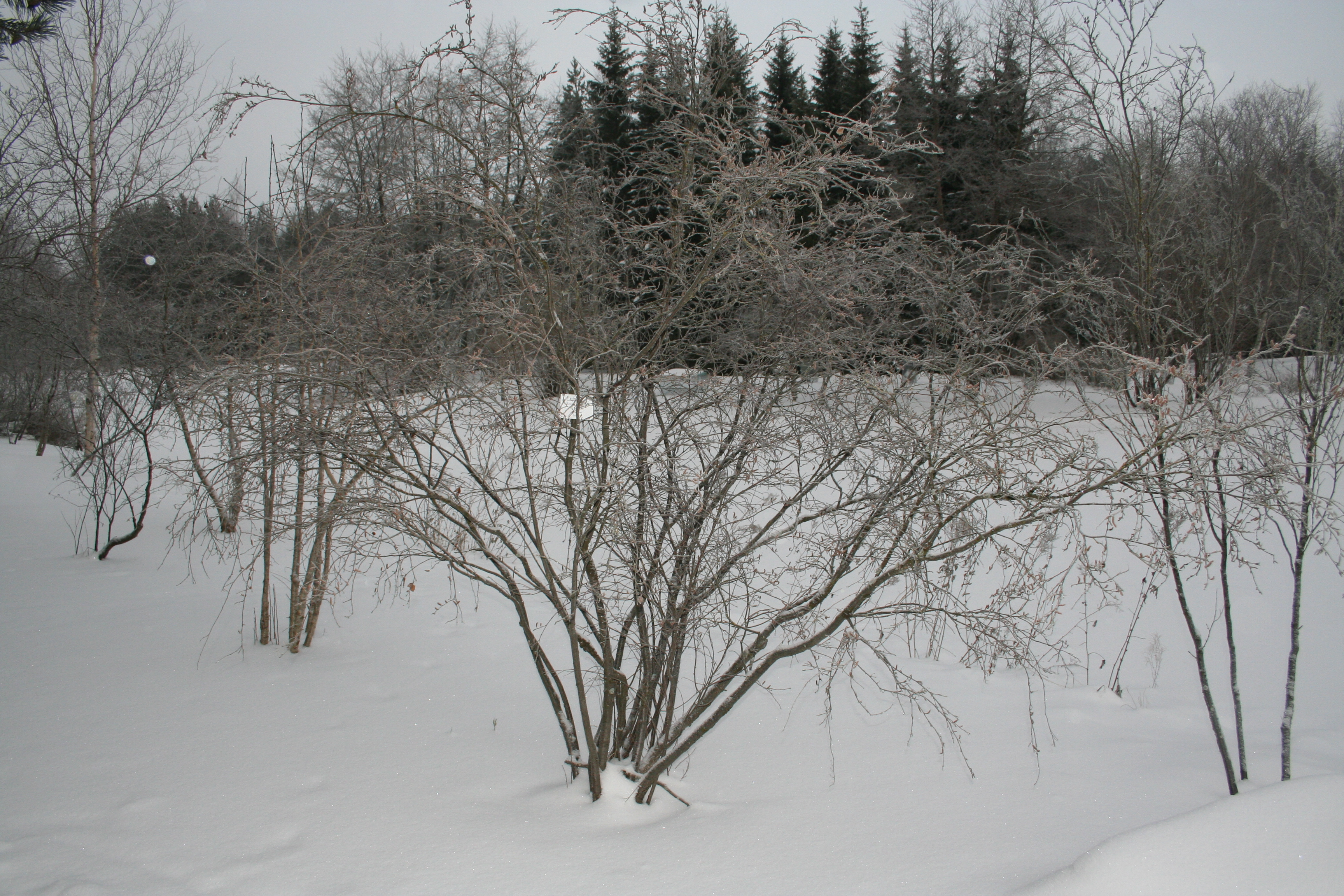
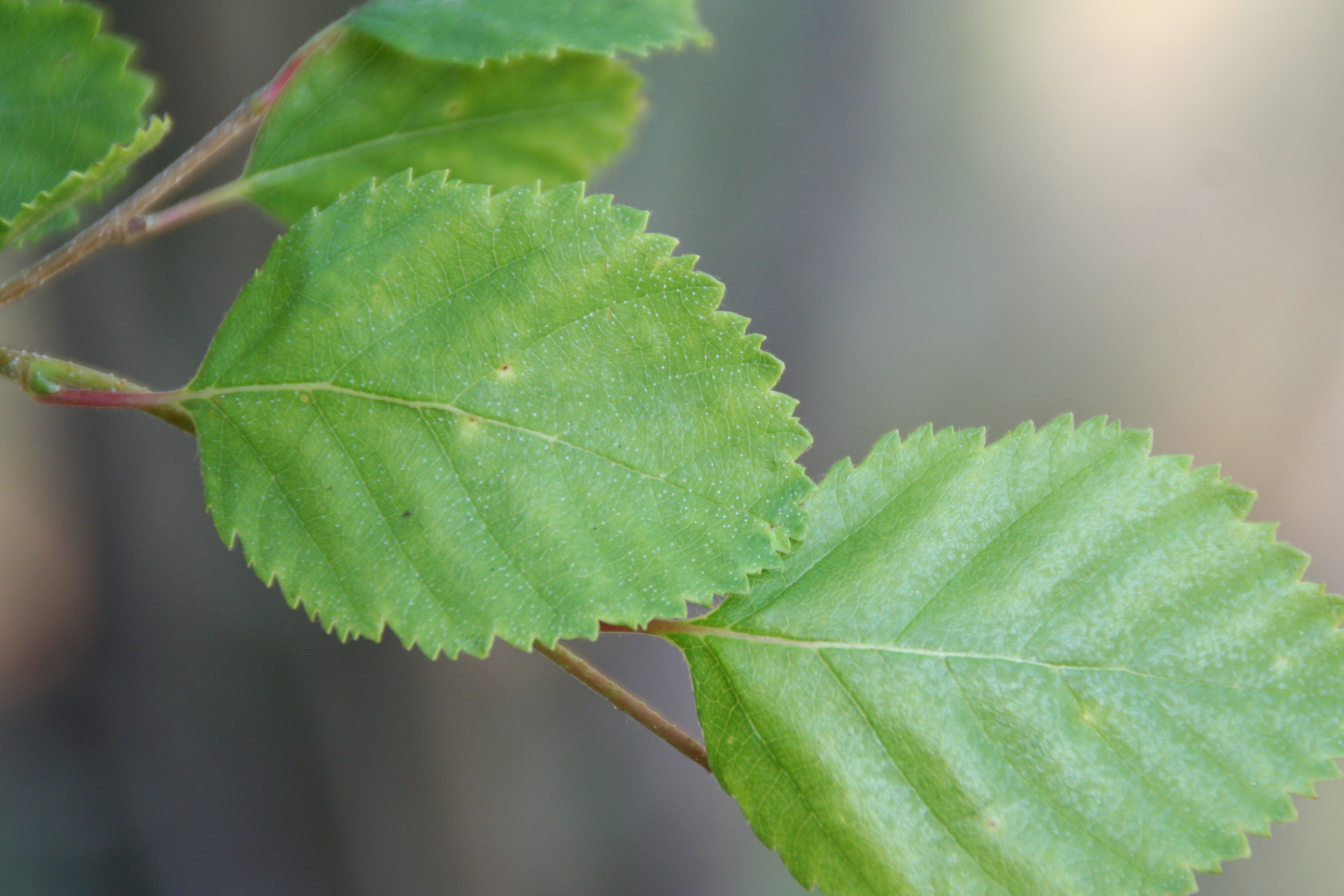
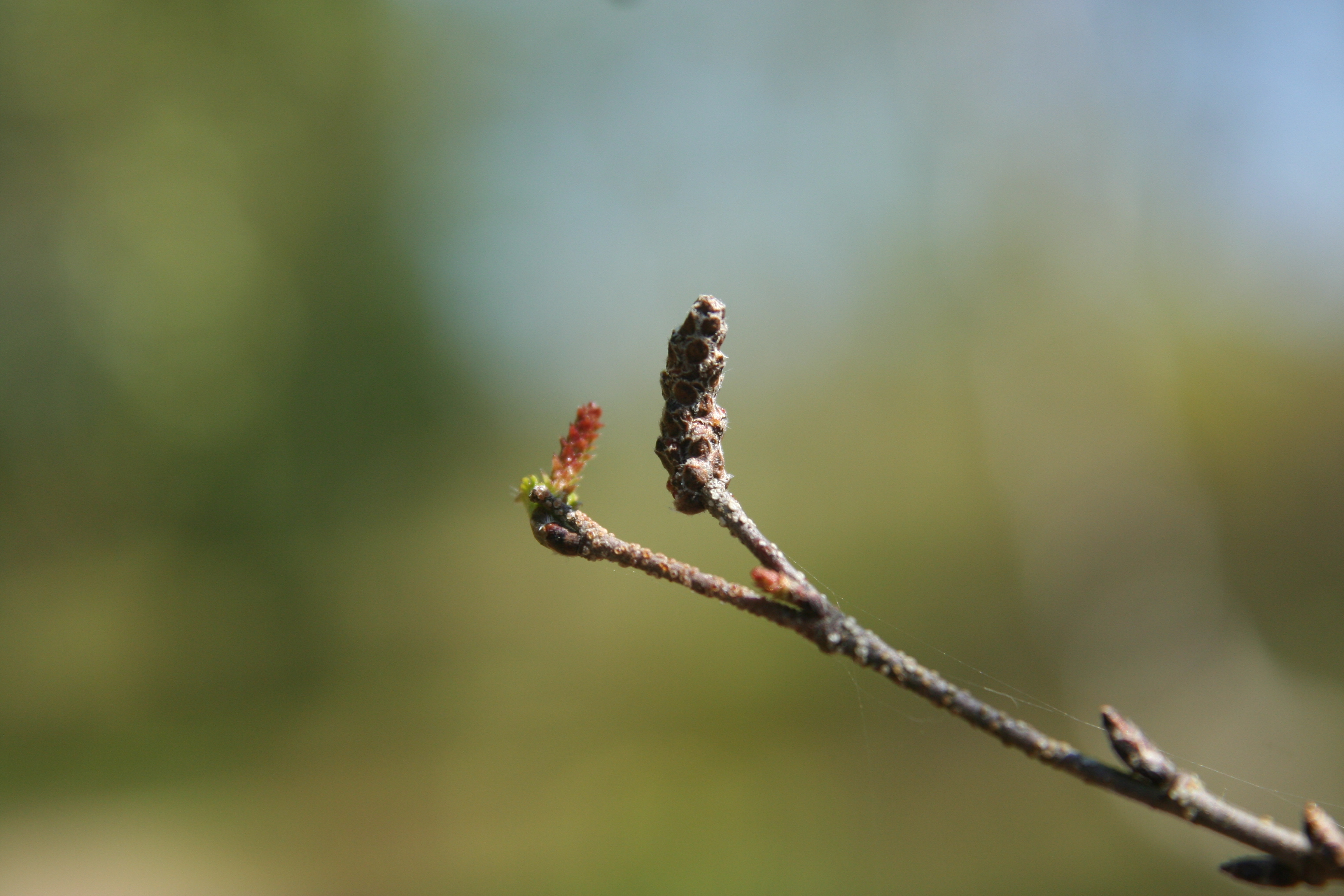